# Hindi
|  | No s'ha de confondre amb indi. |

L'hindi (हिन्दी) és una llengua indoària derivada del sauraseni, un dels pràcrits medievals. L'hindi en escriptura devanagari és la llengua oficial de l'Índia. L'hindi modern deriva de l'hindvi, un dialecte de Delhi i de Meerut, el qual, gràcies al patronatge mogol i a la influència de l'urdú (virtualment idèntic a l'hindi, però escrit en caràcters àrabs i fortament influït pel persa), emergí com una mena de lingua franca del nord de l'Índia, anomenada kharīboli, és a dir, 'llengua pura'. Té dues variants principals, l'oriental i l'occidental, situades globalment a dins i al voltant d'Uttar Pradesh. L'hindi oriental comprèn tres dialectes principals: el chattisgarhi, el bagheli i l'awadhi (a Oudh). L'hindi occidental es divideix en braj, kanauji, bundeli i bangara, parlat a la vora del Delhi, i els dialectes meerut, rohil, kaud i amtala.
Tal com es defineix en la constitució de l'Índia, l'hindi és un dels dos idiomes oficials de comunicació, juntament amb l'anglès; també és una de les 22 llengües especificades en la Vuitena Constitució. L'hindi oficial és sovint descrit com un hindi estàndard i, juntament amb l'anglès, és utilitzat per a l'administració del govern central. L'hindi estàndard o hindustani és també una de les llengües oficials de Fiji.
L'hindi és el segon idioma més parlat al món, després del mandarí. El parlen com a primera llengua entre 500 i 680 milions (2008) de persones. 258 milions de "no urdu Khari Boli" i 400 milions de parlants d'hindi, segons les dades del cens de 2001 de l'Índia, i fent un ajustament al creixement de la població fins al 2008. Com a segona llengua, hi ha entre 120 i 225 milions de parlants (1999) entre els no nadius de l'hindi estàndard, i els de l'hindi estàndard més l'urdú, segons SIL Ethnologue.

## Relació amb l'urdú
Per raons de rivalitat politicoreligiosa entre l'Índia i el Pakistan, se'l considera com un idioma diferent de l'urdú (que és l'idioma oficial del Pakistan). Tanmateix, en la seua forma parlada col·loquial ambdós són mútuament intel·ligibles, sent des d'un punt de vista lingüístic varietats d'un mateix idioma. Les seues diferències es redueixen al sistema d'escriptura, que en el cas de l'hindi és l'alfabet devanagari, mentre que l'urdú empra l'alfabet àrab. Aquests dos idiomes també es diferencien en la seua terminologia culta, que en hindi es pren generalment del sànscrit (ja que els indis que el parlen són majoritàriament hindús), mentre que en urdú els cultismes són majorment d'origen persa-àrab (ja que la major part dels seus parlants són musulmans).
Abans de la partició de l'Índia en l'Índia i Pakistan, l'hindi i l'urdú parlats eren considerats el mateix idioma, l'hindi-urdú o hindustànic. Des de la partició, l'«hindi estàndard» s'ha desenvolupat reemplaçant molts mots de l'àrab i del persa per paraules del sànscrit.
L'hindi i l'urdú tenen hui en dia quatre formes literàries: hindi estàndard, urdú, dakkhini (dakhini), i rehkta. El dakhini és un dialecte de l'urdú de la regió de Deccan, a la part sud-central de l'Índia, majorment a Hyderabad, que utilitza menys préstecs perses i aràbics. El rehkta és una forma d'urdú que s'utilitza principalment per a la poesia.
Es parla en molts estats del nord i centre de l'Índia. És una llengua indoeuropea, de la família indoiraniana. Va evolucionar a partir dels idiomes pràcrit de l'edat mitjana (indoarià mitjà) i, indirectament, del sànscrit, del qual pren gran part del vocabulari tècnic, religiós i jurídic. Arran de la influència musulmana al nord de l'Índia, existeix també un gran nombre de préstecs del persa, l'àrab i el turc.

## Fonologia
|            | Bilabial | Bilabial | Labiodental | Labiodental | Dental/ Alveolar | Dental/ Alveolar | Retroflexa | Retroflexa | Postalveolar/ Palatal | Postalveolar/ Palatal | Velar | Velar | Glotal | Glotal |
| ---------- | -------- | -------- | ----------- | ----------- | ---------------- | ---------------- | ---------- | ---------- | --------------------- | --------------------- | ----- | ----- | ------ | ------ |
| Nasal      | m        | m        |             |             | n                | n                | (ɳ)        | (ɳ)        |                       |                       |       |       |        |        |
| Oclusiva   | p pʰ     | b bʱ     |             |             | t̪ t̪ʰ             | d̪ d̪ʱ             | ʈ ʈʰ       | ɖ ɖʱ       |                       |                       | k kʰ  | ɡ ɡʱ  |        |        |
| Africada   |          |          |             |             |                  |                  |            |            | tʃ tʃʰ                | dʒ dʒʱ                |       |       |        |        |
| Fricativa  |          |          | f           |             | s                | z                |            |            | ʃ                     |                       |       |       |        | ɦ      |
| Batuda     |          |          |             |             | ɾ                | ɾ                | (ɽ) (ɽʱ)   | (ɽ) (ɽʱ)   |                       |                       |       |       |        |        |
| Aproximant |          |          | ʋ           | ʋ           | l                | l                |            |            | j                     | j                     |       |       |        |        |

|  |

## Dialectes

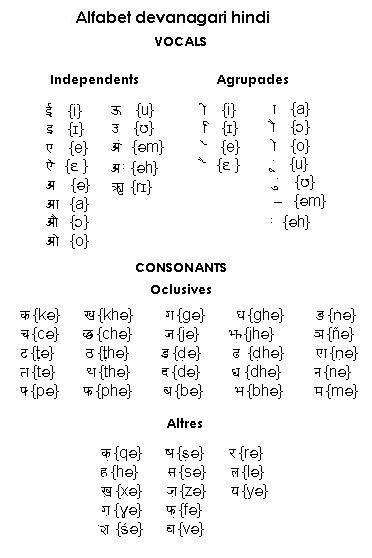
L'alfabet devanagari utilitzat en l'hindi amb la seua pronunciació

Encara que pròpiament són idiomes distints, les llengües del grup hindi occidental (i fins i tot algunes d'altres grups de la zona central) es consideren com a dialectes d'hindi/hindi-urdú, segons la Constitució de l'Índia.
- Khadiboli, khariboli o sarhindi és el dialecte usat com l'idioma nacional de l'Índia, ensenyat a les escoles i utilitzat en el govern.[9] Prové del nord d'Uttar Pradesh.
- Urdú és el dialecte usat com l'idioma nacional del Pakistan.
- Brajbhasha va ser el dialecte literari durant el període bhakti, parlat a l'Uttar Pradesh oriental.[10]
- Awadhi o avadhi es parla a l'Uttar Pradesh central.[11]
- Bambaiya o mumbaiyya es parla a Bombai.[12]
- Kanauji es parla a la regió entre Awadh i Braj a Uttar Pradesh.[13]
- Bundeli es parla a la regió Bundelkhand de Madhya Pradesh.[14]
- Bagheli es parla al nord-est de Madhya Pradesh.[15]
- Chhattisgarhi, lahariya o khalwahi es parla a Chhattisgharh.[16]
- Hariyanvi, bangaru o jatu es parla a Haryana.[17]
- Bhaya es parla al sud del Pakistan.[18]
- Chamari és parlat pels dalit d'Uttar Pradesh i Madhya Pradesh.[19]
- Gowli es parla a Madhya Pradesh i al districte Amravati de Maharashtra.[20]